# August Plath
August Plath (* 15. Juni 1800 in Hamburg; † 1. August 1870 ebenda) war ein deutscher Holzhändler.

## Leben
August Plath war ein Sohn des Hamburger Holzhändlers Johann Christian Plath. Er trat in das Geschäft seines Vaters ein und gründete einen Handel mit Dielen. Plath war von 1850 bis 1855 und 1858 bis 1863 Armenpfleger. Von 1854 bis 1858 war er Steuerbürger. Er gehörte zu den Stiftern des Hamburger Tierschutzvereins und war von 1846 bis 1862 Mitglied des Vorstands.
Plath war von 1859 bis 1867 Mitglied der Hamburgischen Bürgerschaft. Aufgrund eines körperlichen Leidens wurde er auf eigenen Wunsch vor Ablauf seines Mandats aus der Bürgerschaft entlassen.
August Plath heiratete am 5. Januar 1843 Anna Dorothea Friederika Rothe (1820–1875), sie hatten drei Söhne und eine Tochter.